# Erxleben (Saksonia-Anhalt)
Erxleben – gmina w Niemczech, w kraju związkowym Saksonia-Anhalt, w powiecie Börde, należąca do gminy związkowej Flechtingen.
Dzielnice gminy: Bartensleben, Bregenstedt, Groppendorf, Hakenstedt i Uhrsleben.